# Urodesmus erinaceus
Urodesmus erinaceus är en mångfotingart som beskrevs av Carl Oscar von Porat 1894. Urodesmus erinaceus ingår i släktet Urodesmus och familjen fingerdubbelfotingar. Inga underarter finns listade i Catalogue of Life.